# Magia Incantatrix
Magia Incantatrix var en svensk bok av Ericus Prytz, utgiven 1632. 
Boken består av 39 kapitel som vart och ett inleds med en teologisk fråga om Djävulens makt, hans handlingar och skepnader. Den är skriven i ett pro et contra-resonemang i klassisk skolastisk tradition. 
Bokens beskrivning av häxeri följer samma grundresonemang som läggs fram i Malleus Maleficarum: kvinnan anses mer trolig att bli en häxa på grund av sin svaghet, orenhet och list; kvinnan anses locka mannen till otukt och lust; sexualiteten är central inom häxeriet; Djävulen kan ha samlag med människor i skepnad av en incubus eller succubus; och kvinnor som blivit gravida med Satan födde missfoster.
Det räknas som ett av de två viktigaste svenska verken om demonologi och trolldom under tidigmodern tid, vid sidan av Ethicae Christianae (1617) av Laurentius Paulinus Gothius (1565-1646).